# João Tomás Carvalhal
João Tomás Carvalhal (Santo Amaro, 7 de março de 1836 — Santos, 27 de agosto de 1907) foi um político brasileiro. Exerceu o mandato de deputado federal constituinte por São Paulo em 1891.